# Архієпископ Реймса

Церква Франкської держави при Меровінгах

Архієпископ Реймський (фр. Archevêque de Reims) — титул верховного єпископа Реймської архідіоцезії Римо-Католицької церкви. З 300, як єпископ Реймський, з 400 зведений у ранг архієпископа Реймського. 20 листопада 1801 скасований (митрополія розділена на дієцезії Мо і Мец), проте 6 жовтня 1822 єпархія відновлена  як митрополія Реймса. Архієпископи Реймські коронували французьких королів.

## Єпископи Реймса
- Бл. 260: Святий Сікст (Sixtus)
- Бл. 280: Святий Сіннікій (Sinnicius)
- Бл. 290: Святий Амансіо (Amansius)
- Бл. 300-ca. 327: Ветауз (Betause, Imbetausius). Учасник собору в Арлі 314 рік а [1]
- 328—340: Апер (Aper) (Aprus)
- Дискола (Dyscolie)
- 348—359: Святий Матерніан (Maternien) († 368)
- Доміціан (Domitianus)
- 361—389: Святий Донатіан (Donatien)
- 390—394: Святий Ванс (Vincent)
- 394—400: Святий Север (Severus) († 15 січня 400)
- 400—407: Святий Нікаса (Nicasius)
- 407—441: Варукій (Barucius)
- 441 -? : Варнава (Barnabas)
- ??? −459: Беннаж (Bennage)
- 459—533: Св. Ремігій († 13 січня 533)
- 533—535: Роман (Romanus)
- Бл. 535: Флавій (Flavius)
- Бл. 549: Маппін (Mappinus)
- 550—590: Егідіус (Egidius)
- 590—593: Ромульф (Romulph)
- 593—631: Соннату (Sonnatius)
- 631—641: Леудіжізіль (Leudigisil)
- 641—646: Енгельберт (Angelbert)
- 646—649: Ландо (Lando)
- 649—673: Св. Нівард (Nivard)
- 673—689: Св. Рієль (Rieul)
- 689—690: Св. Рігоберт (Rigobert, † 733)
- 691—717: Святий Ліутвін (Liutwin)
- 717—744: Мілон
- 744—748: Св. Авель (Abel)

## Архієпископи Реймса

Герб Архієпископів Реймських

### Середні століття
- 748—795: Тілпін (Tilpin)
- 795-812: Архиєпископа не було
- 812—816: Вульфер (Wulfaire)
- 816—835: Еббон († 20 березня 851 в Гільдесгаймі)
- 835-840: Архиєпископа не було
- 840—841: Еббон, (повторно)
- 841-845: Архиєпископа не було
- 845—882: Гінкмар (Hincmar de Reims, † 21 грудня 882)
- 882—900: Фульк Поважний († 17 червня 900), архіканцлер
- 900—922: Ерве, архіканцлер
- 922—925: Сеульф († 7 серпня 925)
- 925—931: Гуго де Вермандуа († 962), архіканцлер
- 931—940: Артольд († 962), архіканцлер
- 940—946: Гуго де Вермандуа, (повторно)
- 946—961: Артольд († 962), (повторно)
- 962—969: Одельрік, († 6 листопада 969), архіканцлер
- 969—988: Адальберон, архіканцлер
- 988—991: Арнульф († 1021)
- 991—999: Герберт Орільякський, пізніше папа Сильвестр II.
- 999—1021: Арнульф (повторно)
- 1021—1033: Ебль I де Русі (42-й) (пом. 1033), граф де Русі, граф Реймса У 1023 р.
- 1033—1055: Гі де Русі або Гі I де Шатійон (43-й) (пом. 1055).
- 1055—1067: Жерве де Беллем або Жерве де ла Рош-Гійон (44-й) (пом. 1067).
- 1067—1080: Манасія I (45-й) (пом. 1092).
- 1083—1096: Рено I дю Беллі (46-й) (пом. 1096).
- 1096—1106: Манасія II де Шатійон (47-й) (пом. 1106).
- 1106/1107: Жерве де Ретель, кандидат короля, який анулював вибори Рауля Зеленого, щоб затвердити Жерве. Проте, останній був засуджений церковним собором у Труа 23 травня 1107.
- 1106/1107-1124: Рауль Зелений (48-й) (пом. 1124).
- 1124—1138: Раймунд де Мартіно або Рено II (49-й) (пом. 1138).
- 1140—1161: Самсон де Мовуазен (50-й) (пом. 1161).
- 1162—1175: Генріх  Французький (51-й) (пом. 1175), брат короля Людовика VII Французького.
- 1176—1202: Гільйом Білі Руки або Гільйом Шампанський (52-й) (1135—1202), кардинал (1179), син Тібо II, графа Шампані.
- 1205—1206: Блаженний Гі Паре (53-й) (пом. 1206), кардинал (1190).
- 1207—1218: Альберік де Гумбер (54-й) (пом. 1218).
- 1219—1226: Гільйом де Жуанвіль (55-й) (пом. 1226).
- 1227—1240: Генріх II де Дре (56-й) (1193—1240).
- 1245—1250: Ів де Сен-Мартен або Юель де Матефелон, відомий також як Юель Майєннський(57-й) (пом. 1250), брав участь у 7-му хрестовому поході як папський легат.
- 1251—1263: Тома де Бомец (58-й) (пом. 1263).
- 1266—1271: Жан I де Куртене-Шампіньель (59-й) (1226—1271).
- 1274—1298: П'єр Барбе (60-й) (пом. 1298).
- 1299—1324: Робер де Куртене-Шампіньель (61-й) (1251—1324).
- 1324—1331: Гільйом де Три (62-й) (пом. 1331).
- 1336—1351: Жан II де В'єнна (63-й) (пом. 1351).
- 1351—1352: Гуго Д'арсі (64-й) (пом. 1352).
- 1352—1355: Гумберт II (65-й) (пом. 1355), дофін В'єнський.
- 1355—1374: Жан III де Краоном (66-й) (пом. 1374).
- 1374—1375: Louis Thesart
- 1374—1389: Richard Picquede Besançon
- 1389—1390: Ferry Cassinel
- 1391—1409: Guy de Roye
- 1409—1429: Simon de Cramaud
- 1413—1413: Pierre Trousseau
- 1413—1444: Рено Шартрський (73-й) (пом. 1444), канцлер Франції (1425), кардинал (1439).
- 1445—1449: Жак Жувенель дез Урсен (74-й) (1410—1457).

### Нова історія (1453—1789)
- 1449—1473: Жан II Жувенель дез Урсен (75-й) (1388—1473).
- 1473—1493: П'єр де Лаваль (76-й) (пом. 1493)
- 1493—1497: Robert Briçonnet, канцлер Франції 1495—1497
- 1497—1507: Guillaume Briçonnet († 1514))
- 1507—1508: Charles Dominique de Carreto
- 1509—1532: Robert III. de Lénoncourt
- 1533—1538: Johann von Lothringen
- 1538—1574: Шарль де Гіз
- 1574—1588: Ludwig I. von Lothringen
- 1592—1594: Nicolas de Poilleve
- 1594—1605: Philippe du Bec
- 1605—1621: Ludwig II. von Lothringen
- 1623—1629: Guillaume de Giffordde Sainte-Marie
- 1629—1664: Генріх II де Гіз (1614 † 1664)
- 1641—1651: Léonor d'Estampes de Valençay
- 1651—1659: Heinrich von Savoyen-Nemours (1625 † 1659)
- 1657—1671: Antonio Barberini
- 1671—1710: Charles Maurice Le Tellier (1642 † 1710)
- 1710—1721: François de Mailly
- 1722—1762: Armand Jules de Rohan-Guémené (1695 † 1762)
- 1763—1777: Charles Antoine de La Roche-Aymon (1697 † 1777)
- 1777—1790: Alexandre Angélique de Talleyrand-Périgord (1736 † 1821)

### Сучасна історія
- Архієпископ Жан-Шарль де Кусі — 1817—1824;
- Кардинал Жан-Батіст-Марі-Анн-Антуан де Латіль — (1824—1839);
- Кардинал Тома-Марі-Жозеф Гуссі — (1840—1866);
- Архієпископ Жан-Батіст-Франсуа-Анн-Тома Ландро — (1867—1874);
- Кардинал Бенуа-Марі Ланженье — (1874—1905);
- Кардинал Луї-Анрі-Жозеф Люсон — (1906—1930);
- Кардинал Еммануель-Селестен Сюар — (1930—1940);
- Архієпископ Луї-Огюстен Мармоттен — (1940—1960);
- Архієпископ Франсуа Марті — (1960—1968) — надалі архієпископ Парижа, кардинал з 28.02.1969 року;
- Архієпископ Еміль-Андре-Жан-Марі Морі — (1968—1972);
- Архієпископ Жак-Ежен-Луї Менагер — (1973—1988);
- Архієпископ Жан-Марі Баллан — (1988—1995) — надалі архієпископ Ліона, кардинал з 21.02.1998 року;
- Архієпископ Жерар-Дені-Огюст Дефу — (1995—1998);
- Архієпископ Тьєррі-Ромен-Каміль Жордан — (1999-).